# Relaxer
En relaxer är en sorts lotion eller kräm som vanligtvis används av människor med afro. Effekten blir att håret blir mindre krulligt och därigenom blir lättare att rakpermanenta i och med att håret på kemisk väg "mjukar upp" krullet. Den aktiva agenten i relaxern är oftast en stark alkali, även om vissa formler istället är baserade på ammoniumthioglykolat. 
En vanlig formel som använts länge är en blandning av lut, vatten, vaselin, mineralolja och emulsion som blandas till en krämig substans. Denna substans smörjs in i håret vilket löser upp proteinbindningarna och möjliggör för krullet att rätas ut. Efter behandlingen är håret starkt basiskt och behandlas med schampo för att uppnå en balans i pH-värdet och med särskild hårbalsam för att få tillbaka något av den naturliga hårolja som lutblandningen tar bort. 